# Nazionale maschile di pallanuoto della Germania
La nazionale di pallanuoto maschile tedesca è la rappresentativa pallanuotistica della Germania in campo maschile nelle competizioni internazionali ed è gestita dalla Deutscher Schwimm-Verband.

## Storia
A cavallo fra gli anni venti e gli anni trenta si affermò come uno dei top team mondiali, vincendo un oro e due argenti olimpici. Nell'immediato dopoguerra, nonostante la divisione in due entità distinte della nazione tedesca, una formazione unitaria -la Squadra Unificata Tedesca- prese parte a tre Olimpiadi, ma non alle gare continentali.

I migliori risultati della Germania Ovest sono stati due titoli europei e una Coppa del Mondo negli anni ottanta. Dopo la riunificazione, il più importante risultato conseguito è stato un bronzo continentale.

## Risultati

### Massime competizioni
Olimpiadi
- 1900 5º
- 1928  Oro
- 1932  Argento
- 1936  Argento
- 1952 Prima fase
- 1956 6º posto
- 1960 6º
- 1964 6º
- 1968 10º
- 1972 4º
- 1976 6º
- 1984  Bronzo
- 1988 4º
- 1992 7º
- 1996 9º
- 2004 5º
- 2008 10º

Mondiali
- 1973 11º
- 1975 6º
- 1978 7º
- 1982  Bronzo
- 1986 6º
- 1991 5º
- 1994 9º
- 2001 14º
- 2003 11º
- 2005 9º
- 2007 8º
- 2009 6º
- 2011 8º
- 2013 10º
- 2019 8º
- 2022 13º

Europei
- 1926  Bronzo
- 1927 5º
- 1931  Argento
- 1934  Argento
- 1938  Argento
- 1954 6º
- 1958 7º
- 1966 7º
- 1970 7º
- 1974 8º
- 1977 6º
- 1981
- 1983 5º
- 1985  Bronzo
- 1987 4º
- 1989  Oro
- 1991 7º
- 1993 9º
- 1995  Bronzo
- 1997 10º
- 1999 8º
- 2001 9º
- 2003 6º
- 2006 8º
- 2008 6º
- 2010 6º
- 2012 5º
- 2014 9º
- 2016 11º
- 2018 9º
- 2020 9º
- 2022 13º
- 2024 12º

### Altre
Coppa del Mondo
- 1979 5º
- 1983  Argento
- 1985  Oro
- 1987  Bronzo
- 1989 5º
- 1993 5º
- 2018 4º
- 2023 8º
- 2025 7º

World League
- 2005  Bronzo
- 2007 5º

### Competizioni giovanili
- Campionato europeo U19: 1

1986

## Formazioni

### Olimpiadi
Giochi olimpici - Parigi 1900Aniol, Gebauer, Hainle, Hax, Lexau, von Petersdorff, Scheider, CT: -
Giochi olimpici - Amsterdam 1928Amann · Bähre · Benecke · Blank · Cordes · Gunst · E. Rademacher · J. Rademacher · Atmer · Kühne · Protze, CT: Moritz Nussbaum
Giochi olimpici - Los Angeles 1932Benecke · Cordes · Eckstein · Gunst · E. Rademacher · J. Rademacher · Schulze · Schwartz · Pohl · Schumburg, CT: -
Giochi olimpici - Berlino 1936Baier · Gunst · Hauser · Kienzle · Klingenburg · Krug · Schneider · Schulze · Schürger · Schwenn · Stolze, CT: -
Giochi olimpici - Helsinki 1952Heine, Uellendahl, Sauermann, Bode, Sturm, Zander, Panke, Bildstein, Dotzer, Baier, Schulze, CT: -
Giochi olimpici - Melbourne 1956Neuse • Obschernikat • Bode • Schneider • Sturm • Hilker • Osselmann • Bildstein • Pennekamp • Seher, CT: -
Giochi olimpici - Roma 1960Hoffmeister · Schneider · Schepers · Strasser · Nagy · Osselmann · Seiz · Bildstein · Honig · Fuchs · Ott, CT: -
Giochi olimpici - Tokyo 1964Schmidt • Höhne • Ballerstedt • Thiele • Schulze • Thiel • Schlenkrich • Mäder • Vohs • Kluge • Wittig, CT: Rolf Bastel
Giochi olimpici - Città del Messico 1968Hoffmeister • Haverkamp • Teicher • Nagy • Schulz • Weeke • Seiz • Schuhmann • Kleimeier • Ott • Kilian, CT: 
Giochi olimpici - Monaco di Baviera 1972Olbert • Haverkamp • Teicher • Küpper • Wolf • Nossek • Weeke • Schuhmann • Stiefel • Simon • Hoffmeister, CT: Hans Schepers
Giochi olimpici - Montréal 1976Kilian • Weeke • Simon • Stiefel • Freund • Mechler • Jellinghaus • Obschernikat • Kilian • Röhle • Wolf, CT: Nicolae Firoiu
Giochi olimpici - Los Angeles 1984Röhle · Loebb · Otto · Hoppe · Fernández Alatorre · Huber · Schröder · Osselmann · Stamm · Freund · Theissmann · Chalmovsky · Obschernikat, CT: Nicolae Firoiu
Giochi olimpici - Seul 19881 Röhle, 2 Jacoby, 3 Otto, 4 Sterzik, 5 Fernández Alatorre, 6 Ehrl, 7 Borgmann, 8 Osselmann, 9 Stamm, 10 Huber, 11 Theissmann, 12 Reimann, 13 Obschernikat, CT: Nicolae Firoiu
Giochi olimpici - Barcellona 19921 Borgmann, 2 T. Dresel, 3 Otto, 4 Kusch, 5 Röhle, 6 J. Dresel, 7 de la Peña, 8 Sterzik, 9 Stamm, 10 Reimann, 11 Theissmann, 12 Bukowski, 13 Reibel, CT: Karl-Heinz Scholten
Giochi olimpici - Atlanta 1996de la Peña • Borgmann • Bukowski • Dahler • Dresel • Dresel • Erjavec • Ilgner • Klingenberg • Reimann • Sterzik • Tomanek • Voß, CT: Nicolae Firoiu
Giochi olimpici - Atene 2004Dierolf • Kieloch • Kreuzmann • Mackeben • Nossek • Pohlmann • Politze • Schertwitis • Schroedter • Čigir' • Weissinger • Wollthan • Zellmer, CT: Hagen Stamm
Giochi olimpici - Pechino 2008Čigir' · Naroska · Real · Savić · Stamm · Politze · Nossek · Schertwitis · Kreuzmann · Oeler · Schlotterbeck · Mackeben · Zellmer, CT: Hagen Stamm

### Altre
- Europei - Spalato 1981 -  Oro:

Peter Röhle, Thomas Loebb, Frank Otto, Jürgen Stiefel, Hagen Stamm, Michael Wendel, Jürgen Schroder, Rainer Osselmann, Roland Freund, Bernd Weyer, Werner Obschernikat, Ralf Obschernikat, Günther Kilian, CT: Nico Firoiu
- Europei - Bonn 1989 -  Oro:

Ingo Borgmann, Thomas Huber, Frank Otto, Lars Tomanek, Dirk Schütze, Andreas Ehrl, Carsten Kush, Rainer Osselmann, Hagen Stamm, Ren Reimann, Dirk Theismann, Jörg Dresel, Uwe Sterzik, Peter Röhle, CT: Uwe Gaßmann

## Rosa attuale
Convocati per gli Europei di Belgrado 2016. Sono riportate le squadre di militanza di ciascun giocatore nel momento dell'inizio della manifestazione.
| N° | Nome               | Ruolo | Data di nascita   | Squadra        |
| -- | ------------------ | ----- | ----------------- | -------------- |
|    | Dennis Eidner      | CB    | 4 agosto 1989     | Duisburg       |
|    | Julian Real        | CV    | 21 dicembre 1989  | Duisburg       |
|    | Moritz Schenkel    | P     | 4 settembre 1990  | Duisburg       |
|    | Paul Schüler       | D     | 14 giugno 1987    | Duisburg       |
|    | Heiko Nossek       | D     | 14 marzo 1982     | Esslingen      |
|    | Timo van der Bosch | CV    | 29 novembre 1993  | Esslingen      |
|    | Mateo Ćuk          | CB    | 21 febbraio 1990  | Spandau        |
|    | Maurice Jüngling   | CV    | 6 ottobre 1991    | Spandau        |
|    | Tobias Preuss      | A     | 3 agosto 1988     | Spandau        |
|    | Marin Restović     | A     | 22 luglio 1990    | Spandau        |
|    | Marko Stamm        | A     | 30 agosto 1988    | Spandau        |
|    | Erik Bukowski      | D     | 18 novembre 1986  | Waspo Hannover |
|    | Roger Kong         | P     | 21 settembre 1984 | Waspo Hannover |